# Луис Сепулведа
Луис Сепулведа Калфукура (шп. Luis Sepúlveda Calfucura; Оваље, 4. октобар 1949 — Овиједо, 16. април 2020) био је чилеански писац и новинар. Током 1970-их година био је у затвору због противљења режиму Аугуста Пиночеа. Писао је песме и кратке приче. Говорио је шпански, енглески, француски и италијански. Преминуо је 2020. године од последица болести COVID-19.

## Дела
- Crónica de Pedro Nadie (1969)
- Los miedos, las vidas, las muertes y otras alucinaciones (1986)
- Cuaderno de viaje (1987)
- Mundo del Fin del Mundo (1989)
- Un viejo que leía novelas de amor (1989)
- La frontera extraviada (1994)
- Nombre de torero (1994)
- Al andar se hace el camino se hace el camino al andar (1995)
- Historia de una gaviota y del gato que le enseñó a volar (1996)
- Historias marginales (2000)
- Hot line (2002)
- La locura de Pinochet y otros artículos (2002)
- Cuaderno de viaje
- Diario de un killer sentimental seguido de Yacaré
- Komplot: Primera parte de una antología irresponsable
- Los peores cuentos de los hermanos Grim (2004)